# 295-я стрелковая дивизия (2-го формирования)
295-я стрелковая Херсонская ордена Ленина Краснознамённая ордена Суворова дивизия — воинское соединение РККА, принимавшее участие в Великой Отечественной войне.
Сокращённое наименование — 295 сд

## История
Дивизия формировалась в районе города Ахтырка (Украина) в период с 20 по 25 сентября 1941 года, 24 сентября дивизии был присвоен номер 295, стрелковым полкам — 883, 884, 885, гаубичному артиллерийскому полку — 503. На укомплектование дивизии поступил личный состав из 74-го, 100-го и 101-го запасных стрелковых полков, а также вышедшие из окружения и возвращавшиеся из госпиталей красноармейцы и сержанты.
В середине 1943 года части дивизии получили новую нумерацию.
В 1957 году соединение переформировано в 49-ю мотострелковую дивизию. В 1965 году ей возвращён 295-й номер времён ВОВ.

### Боевой путь
Периоды вхождения в состав Действующей армии:
- 20 сентября 1941 — 5 сентября 1944 года;
- 30 октября 1944 — 9 мая 1945 года[4]

Дивизия победно закончила войну и водрузила Знамя Победы над Бранденбургскими воротами в Берлине.
В 1964 году преемницей дивизии стала 295-я мотострелковая Херсонская дивизия.

## Состав
- 1038-й (883-й) стрелковый полк,
- 1040-й (884-й) стрелковый полк
- 1042-й (885-й) стрелковый полк,
- 503-й гаубичный артиллерийский полк (до 25.11.1941),
- 819-й (593-й) артиллерийский полк: командир - гвардии подполковник Жохов, Николай Николаевич (май 1945)[5]
- 333-й отдельный истребительно-противотанковый дивизион (15.6.1942 — 20.12.1942 и 2.02.1943 — 18.09.1944),
- 333-й отдельный самоходно-артиллерийский дивизион (с 18.09.1944)[6],
- 352-я отдельная разведывательная рота,
- 588-й (519-й) отдельный сапёрный батальон: командир - капитан Турцевич Вячеслав Иванович (март 1944 года)[7],
- 753-й (113-й) отдельный батальон связи (113-я отдельная рота связи),
- 337-й (310-й) медико-санитарный батальон,
- 386-я отдельная рота химической защиты,
- 423-я автотранспортная рота,
- 514-я полевая хлебопекарня,
- 642-й (121-й) дивизионный ветеринарный лазарет,
- 425-я полевая почтовая станция,
- 851-я (855-я) полевая касса Госбанка[4].

- управление (в/ч 39486), Баку в/городок «Красный Восток» (в прошлом Сальянские Казармы)
- 135-й мотострелковый полк (в/ч 52332), Баку (10 Т-72, 9 Т-55, 117 БТР-70, 6 БТР-60, 2 БМП-1, 2 БРМ-1К, 12 Д-30, 15 МТ-ЛБТ)
- 139-й мотострелковый полк (в/ч 71471), Баку (10 Т-72, 2 Т-55, 46 БМП-2, 80 БМП-1, 10 БРМ-1К, 14 Д-30, 15 МТ-ЛБТ)
- 140-й мотострелковый полк (в/ч 52330), Кусары (10 Т-72, 2 БТР-70, 6 БТР-60, 2 БМП-1, 2 БРМ-1К, 12 Д-30, 15 МТ-ЛБТ)
- 298-й танковый полк (в/ч 04592), Гюздек (94 Т-72, 1 Т-62, 3 Т-54, 5 БМП-2, 4 БМП-1, 2 БРМ-1К) в 1991 г. переформирован в 121-й отбн и 1364-й мотострелковый полк
- 1090-й артиллерийский полк (в/ч 91014), Баку (36 Д-30, 12 БМ-21 «Град»)
- 1056-й зенитный артиллерийский полк
- 961-й отдельный ракетный дивизион (в/ч 52978)
- 777-й отдельный разведывательный батальон, Баку
- 546-й отдельный батальон связи (в/ч 75215), Баку
- 224-й отдельный инженерно-сапёрный батальон (в/ч 44683), Гюздек
- 631-й отдельный батальон химической защиты (в/ч 44306),
- 348-й отдельный ремонтно-восстановительный батальон (в/ч 34492), Гюздек (24 БТР-70, 5 БТР-60)
- 1557-й отдельный батальон материального обеспечения (в/ч 33462)
- 142-й отдельный медико-санитарный батальон, Баку
- ОО КГБ по МСД (в/ч 36811), Баку

Итого: 139 танков, 160 БТР, 157 БМП, 74 орудия, 15 миномётов, 12 РСЗО

## Подчинение
- на 01.10.1941 г. — ЮЗФ — 21 А
- на 01.11.1941 г. — ЮЗФ — 21 А (1042 СП в 40 А)
- на 01.12.1941 г. — Южный фронт — 37 А
- на 01.01.1942 г. — Южный фронт — 37 А
- на 01.02.1942 г. — Южный фронт — 56 А
- на 01.03.1942 г. — Южный фронт — фронтовое подчинение
- с 01.04.1942 г. по 01.07.1942 г. — Южный фронт — 37 А
- на 01.08.1942 г. — Северо-Кавказский фронт — 37 А
- с 01.09.1942 г.по 01.01.1943 г. — Закавказский фронт — (Северная группа войск) — 37 А
- с 01.02.1943 г. по 01.06.1943 г. — Северо-Кавказский фронт — 37 А
- на 01.07.1943 г. — Северо-Кавказский фронт — 58 А
- на 01.08.1943 г. — Северо-Кавказский фронт — 58 А
- на 01.09.1943 г. — Южный фронт — 2 гв. А
- на 01.10.1943 г. — Южный фронт — 2 гв. А — 13 гв. СК
- на 01.11.1943 г. — 4 Укр. фронт — 2 гв. А
- на 01.12.1943 г. — 4 Укр. фронт — 2 гв. А
- на 01.01.1944 г. — ?
- на 01.02.1944 г. — 4 Укр. фронт — 2 гв. А — 13 гв. СК
- на 01.03.1944 г. — 3 Укр. фронт — 28 А
- с 01.04.1944 г. по 01.05.1944 г. — 3 Укр. фронт — 5 УА
- на 01.06.1944 г. — 3 Укр. фронт — 46 А
- с 01.07.1944 г.по 1.09.1944 г. — 3 Укр. фронт — 5 УА — 32 СК
- на 01.10.1944 г. — резерв ставки ВГК — 5 УА — 32 СК
- с 1.11.1944 г. по 9.05.1945 г. — 1 Белорусский фронт — 5 УА — 32 СК

## Командование дивизии

### Командиры дивизии
- Лунев, Иван Федотович (20.09.1941 — 29.09.1941), полковник (заболел)[1];
- Тюхов, Пётр Григорьевич (29.09.1941 — 01.10.1941), майор (ВРИД)[9];
- Дорофеев, Александр Петрович (01.10.1941 — 27.03.1942), полковник (ранен);
- Скляров, Сергей Фёдорович (28.03.1942 — 11.06.1942), полковник;
- Сафарян, Нвер Георгиевич (15.06.1942 — 28.12.1942), полковник;
- Петухов, Виктор Иванович (29.12.1942 — 08.01.1943), полковник;
- Филатов, Александр Алексеевич (09.01.1943 — 06.04.1943), генерал-майор;
- Красновский, Серафим Андрианович (07.04.1943 — 10.06.1943), полковник;
- Дорофеев Александр Петрович (11.06.1943 — 08.07.1947), полковник, с 3.06.1944 генерал-майор[10];
- Казанцев, Константин Иванович (… — 1972) полковник, генерал-майор;
- Ковтунов, Александр Васильевич (1972—1975) полковник, генерал-майор;
- Лейфура, Николай Петрович (1975 — 08.05.1979) полковник, генерал-майор;
- Фарфилов, Владимир Иванович (05.11.1979 — 1984), полковник;
- Соколов, Владимир Сергеевич ( — 1988) полковник, генерал-майор;
- Антонов Ю. Н. (1990) генерал-майор;
- Скоблов, Валерий Николаевич () генерал-майор

### Начальники штаба дивизии
- Гниденко (20.09.1941 — 29.09.1941), майор (убит);
- Тюхов Пётр Григорьевич (28.09.1941 —), майор[9];
- Свиридов, Иван Константинович, полковник (- январь 1945 года - до конца войны)[11]

## Награды и почётные наименования
| Награда (наименование)             | Дата награждения                                                             | За что награждена |
| ---------------------------------- | ---------------------------------------------------------------------------- | --- |
| Почётное наименование «Херсонская» | присвоено приказом Верховного главнокомандующего № 067 от 23 марта 1944 года | за отличия в боях за освобождение городов Херсон и Берислав |
| Орден Ленина                       | награждена указом Президиума Верховного Совета СССР от 11 июня 1945 года     | за образцовое выполнение заданий командования в боях немецкими захватчиками при овладении столицей Германии городом Берлин и проявленные при этом доблесть и мужество |
| Орден Красного Знамени             | награждена указом Президиума Верховного Совета СССР от 1 апреля 1944 года    | за образцовое выполнение заданий командования в боях при освобождении города Николаева и проявленные при этом доблесть и мужество                                     |
| орден Суворова                     | награждена указом Президиума Верховного Совета СССР от 9 августа 1944 года   | за образцовое выполнение заданий командования в боях с немецкими захватчиками при освобождении города Одессы и проявленные при этом доблесть и мужество               |

Награды частей дивизии:
- 1038-й стрелковый Кишинёвский[16] Краснознамённый[17] полк,
- 1040-й стрелковый Померанский[18] ордена Кутузова[17] полк
- 1042-й стрелковый ордена Суворова[17]полк,
- 819-й артиллерийский ордена Богдана Хмельницкого[17] полк,
- 588-й отдельный сапёрный ордена Красной Звезды[17] батальон
- 753-й отдельный ордена Красной Звезды[17] батальон связи.

## Отличившиеся воины
Герои Советского Союза:
- Акопянц, Геворк Тамразович, майор, командир 3-го стрелкового батальона, 1040-го стрелкового полка.
- Бахтадзе, Григорий Георгиевич, лейтенант, командир роты 1038-го стрелкового полка.
- Белодедов, Александр Иванович, майор, начальник штаба 1042-го стрелкового полка.
- Добросоцких, Владимир Митрофанович, капитан, командир стрелкового батальона 1040-го стрелкового полка.
- Дорофеев Александр Петрович, полковник, командир дивизии.
- Золотухин, Михаил Афанасьевич, капитан, командир 1-го стрелкового батальона 1038-го стрелкового полка.
- Козлов, Иван Семёнович, подполковник, командир 1040-го стрелкового полка.
- Кутепов, Павел Михайлович, капитан, командир 1-го стрелкового батальона 1040-го стрелкового полка.
- Макоев, Алихан Амурханович, майор, командир батальона 1042-го стрелкового полка.
- Марчуков, Николай Миронович, майор, заместитель командира по политической части стрелкового батальона 1042-го стрелкового полка.
- Самохин, Анатолий Николаевич, полковник, командующий артиллерии дивизии.
- Суббота, Николай Никитович, красноармеец, пулемётчик пулемётной роты 1042-го стрелкового полка.
- Тышкун, Иван Игнатьевич, сержант, помощник командира взвода 1040-го стрелкового полка.
- Харламов, Георгий Николаевич, старшина, линейный надсмотрщик взвода связи 1042-го стрелкового полка.
- Чайка, Фёдор Васильевич, подполковник, командир 1042-го стрелкового полка.
- Шенгелия, Георгий Давидович, майор, командир батальона 1038-го стрелкового полка[21].

 Кавалеры ордена Славы трёх степеней:
- Акользин, Фёдор Павлович, старший сержант, автоматчик 1040-го стрелкового полка.
- Белоус, Кирилл Герасимович, сержант, командир орудийного расчёта 819-го артиллерийского полка.
- Величко, Максим Константинович, старший сержант, командир отделения разведки батареи 819-го артиллерийского полка.
- Воронов, Владимир Сергеевич, старший сержант, командир расчёта 45-мм орудия 1038-го стрелкового полка.
- Гетманский, Михаил Владимирович, младший сержант, наводчик 120-мм миномёта 1038-го стрелкового полка.
- Калиничев, Иван Михайлович, старший сержант, командир миномётного расчёта 1038-го стрелкового полка.
- Козлов, Григорий Алексеевич, старший сержант, командир орудийного расчёта 819-го артиллерийского полка.
- Кошкин, Николай Емельянович, младший сержант, наводчик пулемёта 1042-го стрелкового полка.
- Лесковский, Иосиф Тарасович, старший сержант, командир отделения управления батареи 120-мм миномётов 1038 стрелкового полка.
- Перегоненко, Михаил Романович, сержант, командир расчёта 76-мм орудия 1040 стрелкового полка.
- Сулейманов, Ахмед Нурмухамедович, ефрейтор, разведчик 352-й отдельной разведывательной роты.
- Токарев, Сергей Павлович, сержант, командир отделения 352-й отдельной разведывательной роты.

Известные люди дивизии:
- Яворский, Павел Владимирович, директор виноградарского совхоза имени Молотова Анапского района Краснодарского края, бывший капитан интендантской службы помощник командира 1040 стрелкового полка. Герой Социалистического Труда. Указ Президиума Верховного Совета СССР от 26 сентября 1950 года.

## Память
- В СОШ № 1246 г. Москва Музей боевой славы 295 Херсонской, ордена Ленина, Краснознамённой ордена Суворова стрелковой дивизии[23].
- Именем 295-й стрелковой дивизии названы улицы в городах: Пятигорск[24] , Николаев и Херсон[25].